# Mario Bianchi
Mario Bianchi (Turate, provincia de Como, 25 de noviembre de 1905 – Busto Arsizio, 12 de septiembre de 1973) fue un ciclista italiano, que fue profesional entre 1928 y 1934.
En su palmarés destacan las dos etapas ganadas al Giro de Italia de 1929.

## Palmarés
- 1925
  - 1º en la Coppa del Re
  - 1º en la Coppa Città di Busto Arsizio
- 1928
  - 1º en la Copa de invierno
  - 1º en el Critèrium de apertura
  - 1º en la Coppa San Geo
  - 1º en el Targa de Oro Ciudad de Legnano
- 1929
  - 1º en la Copa de invierno
  - 1º en el Critérium de apertura
  - Vencedor de 2 etapas al Giro de Italia
- 1931
  - 1º en la Tolón-Niza

### Resultados al Giro de Italia
- 1929. 30è de la clasificación general. Vencedor de 2 etapas
- 1930. 43è de la clasificación general